# One Pound Fish Man

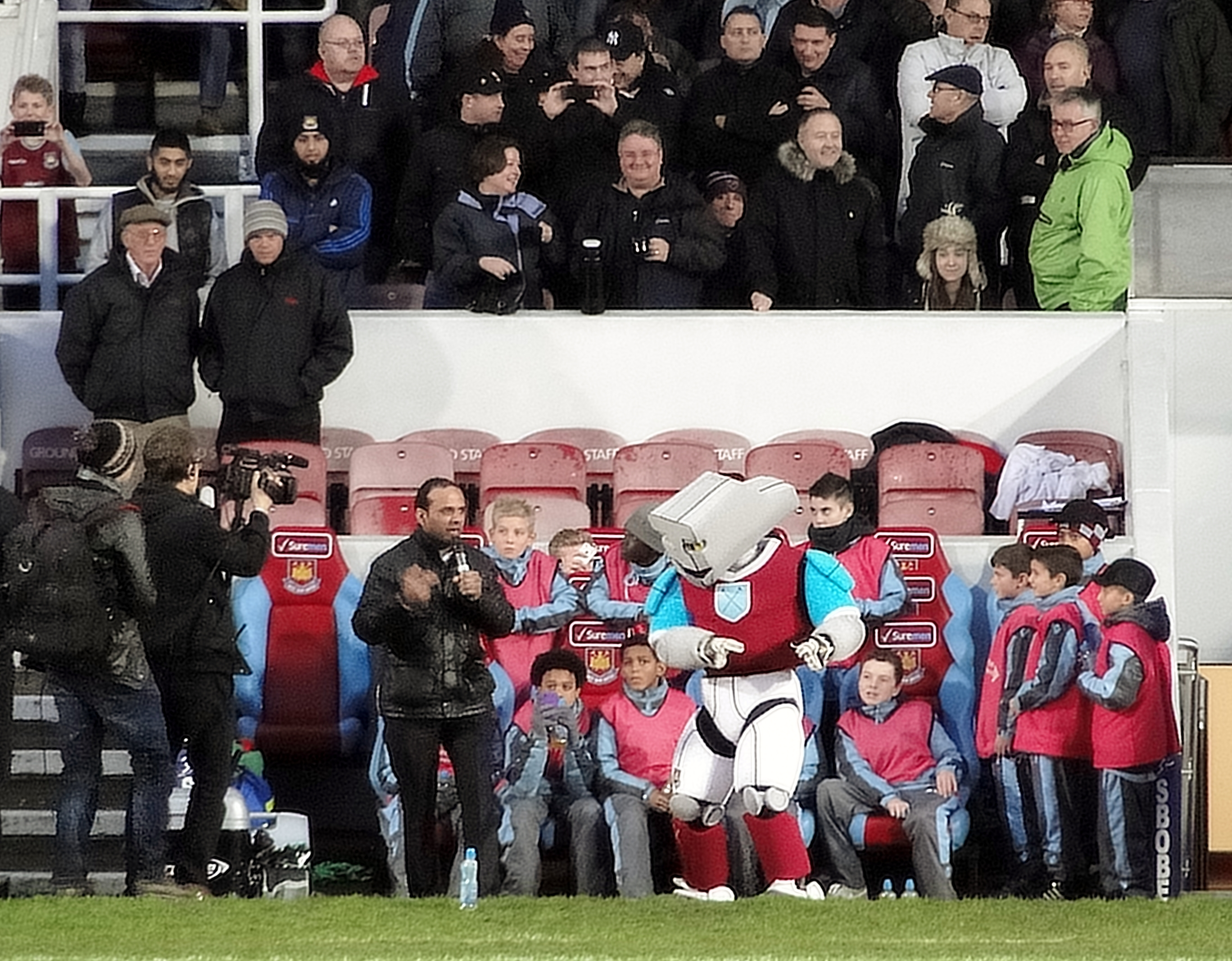
Auftritt Nazirs im Upton Park (2012)

Muhammad Shahid Nazir (* 1981 in Pattoki, Punjab, Pakistan), bekannt als der One Pound Fish Man (auch £1 Fish Man geschrieben), ist ein pakistanischer Fischhändler aus London, der durch seine Marktgesänge bekannt geworden ist.

## Werdegang
Nazir arbeitete in seiner Heimat im familieneigenen Transportunternehmen. Mit einem Studentenvisum ging er nach Großbritannien, wo er in London als Fischverkäufer auf dem Queen’s Market tätig war. Ein Passant filmte Nazir, als dieser singend seinen Fisch anbot, und lud das Video im April 2012 auf der Internetplattform YouTube hoch. Seither wurde es circa 21 Millionen Mal angeklickt (Stand: März 2025).
Mit seinem Lied One Pound Fish bewarb er sich für die neunte Staffel der Castingshow The X Factor, qualifizierte sich jedoch nicht für das Bootcamp. Im November 2012 erhielt er einen Plattenvertrag von Warner Music  und es entstand eine Danceversion von One Pound Fish im Bollywood-Stil. Sie wurde am 9. Dezember veröffentlicht und erreichte bis Weihnachten Platz 28 der UK-Charts. Nazir selbst musste an den Feiertagen in seine Heimat zurückkehren, nachdem sein Aufenthaltsvisum abgelaufen war.